# Leptopelis kivuensis
Espèce
Synonymes
- Leptopelis graueri Ahl, 1929
- Leptopelis rugegensis Ahl, 1929

Statut de conservation UICN

 LC  : Préoccupation mineure
Leptopelis kivuensis est une espèce d'amphibiens de la famille des Arthroleptidae.

## Répartition
Cette espèce se rencontre au-dessus de 1 500 m d'altitude dans le nord-est du Congo-Kinshasa, dans le sud-ouest de l'Ouganda et au Rwanda.
Sa présence est incertaine au Burundi.

## Description

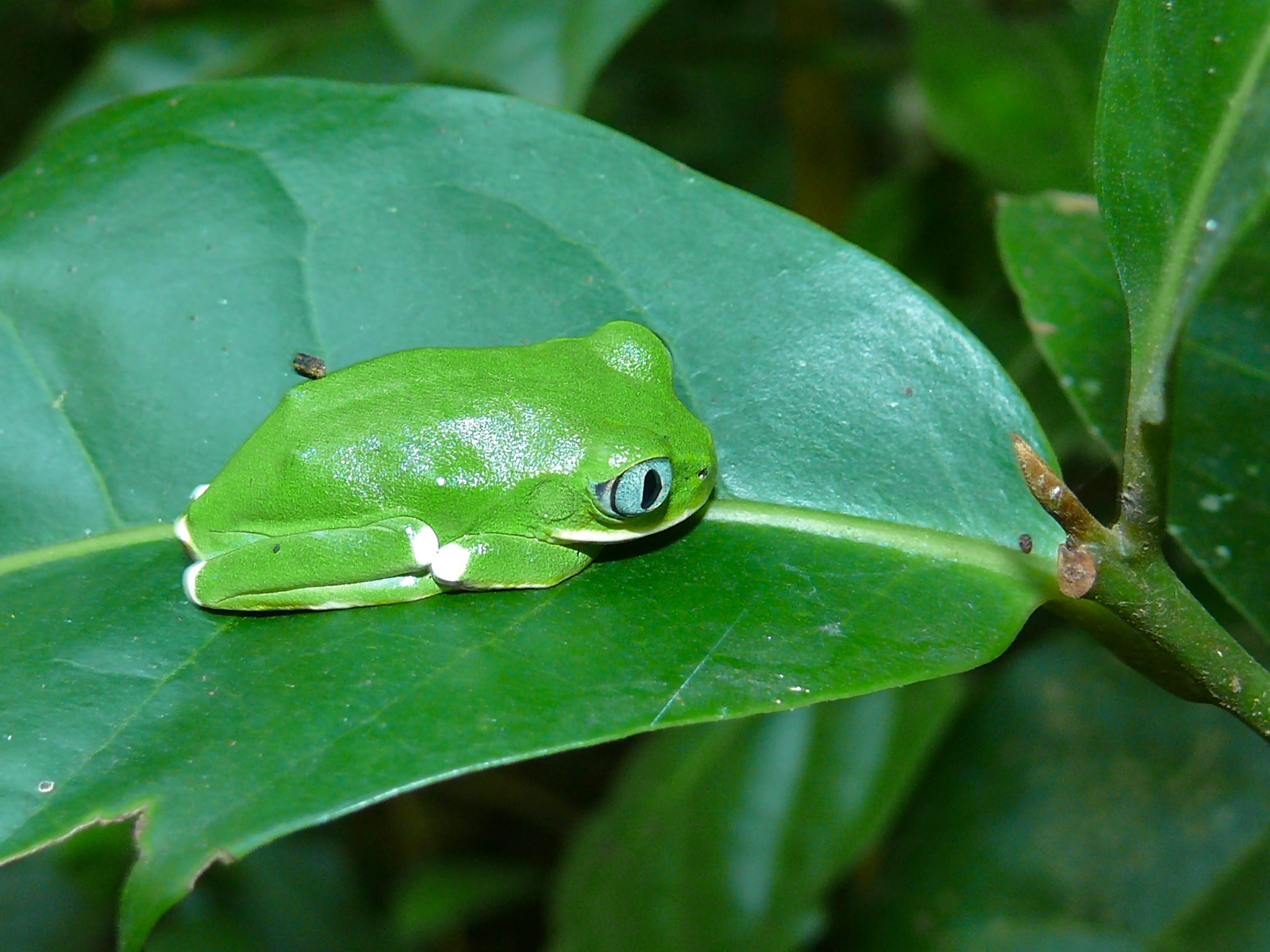
Leptopelis kivuensis (Parc national de Kibale, Ouganda)

## Étymologie
Son nom d'espèce, composé de kivu et du suffixe latin -ensis, « qui vit dans, qui habite », lui a été donné en référence au lieu de sa découverte, le lac Kivu, entre la République démocratique du Congo et le Rwanda.

## Publication originale
- Ahl, 1929 : Zur Kenntnis der afrikanischen Baumfrosch-Gattung Leptopelis. Sitzungsberichte der Gesellschaft Naturforschender Freunde zu Berlin, vol. 1929, p. 185-222.